# Józef Pszczoła
Józef Pszczoła (ur. 26 grudnia 1892 w Krakowie, zm. 20 października 1956 w leśniczówce Grabczak) – żołnierz armii austriackiej i starszy sierżant Wojska Polskiego II RP, kawaler Orderu Virtuti Militari.

## Życiorys
Urodził się w rodzinie kupieckiej Walentego i Agnieszki z Załubskich. Absolwent gimnazjum w Krakowie. Działał w Drużynach Strzeleckich. Od października 1913 zmobilizowany do armii austriackiej, po wybuchu wojny został wysłany na front francuski gdzie dostał się do niewoli rosyjskiej. W niewoli pracował w kamieniołomach na Uralu, skąd próbował uciec.
Udało mu się przedostać w styczniu 1919 do 4 Dywizji Strzelców Polskich. Po 19 lipca w szeregach odrodzonego Wojska Polskiego w składzie 31 pułku strzelców brał udział w wojnie polsko-bolszewickiej.
Szczególnie odznaczył się 18 sierpnia 1920, kiedy „będąc d-cą plutonu /.../ w boju pod Wyszkowem nad Bugiem opanował most udaremniając bolszewikom wysadzenie go w powietrze. Następnie zaskoczył nieprzyjacielską placówkę z karabinem maszynowym. Obsługa została wybita a km zdobyty”. Za tę postawę został odznaczony Orderem Virtuti Militari.
Po zakończeniu wojny pozostał w wojsku jako żołnierz zawodowy do 1924 służąc nadal w 31 pułku strzelców. Po zakończeniu służby w wojsku zdał egzamin na leśniczego i rozpoczął pracę w leśnictwie. Podczas kampanii wrześniowej aresztowany przez Rosjan jednak udało mu się uciec z niewoli i wrócić w rodzinne strony. Podczas okupacji pracował jako leśnik w Tarnowie.
Po zakończeniu wojny przeniósł się z rodziną do leśniczówki Grabczak w Nadleśnictwie Kup, gdzie pracował jako leśnik do śmierci. Został pochowany na cmentarzu Rakowickim w Krakowie.

## Życie prywatne
Żonaty ze Stanisławą z d. Bobóg-Świątkiewicz. Mieli dwie córki: Janinę (ur. 1925) i Aleksandrę (ur. 1931).

## Ordery i odznaczenia
- Krzyż Srebrny Orderu Wojskowego Virtuti Militari nr 5203 – 28 lutego 1922[2][1][3]
- Krzyż Niepodległości 6 XII 1932[1]
- Krzyż Walecznych – trzykrotnie[1]